# Брчко
Брчко (босн. Brčko, серб. Брчко) — місто на півночі Боснії і Герцеговини, адміністративний центр округу Брчко. Воно лежить на березі річки Сави через Хорватію. Станом на 2013 рік в окрузі проживає 83 516 жителів, тоді як у місті Брчко — 39 893 жителів.
Брчко є єдиним цілком самоврядним вільним містом, яке зараз існує в Європі.

## Назва
Назва міста, найімовірніше, пов’язана з Бреуці (грецьке Βρεῦκοι), підплемені паннонських племен іллірій, які мігрували в околиці сьогоднішнього Брчко з територій культури Ямної в 3-му тисячолітті до нашої ери. Брейчі дуже чинив опір римлянам, але був завойований у 1 столітті до нашої ери, і багато з них були продані як раби після їх поразки. Вони почали отримувати римське громадянство за часів правління Траяна.
Ряд Бреучі мігрували і оселилися в Дакії, де на їх честь були названі місто, що називається Берек, або Бречку, річка (річка Бречку) і гора Мунджі Брекулуй в сучасній Румунії.

## Географія

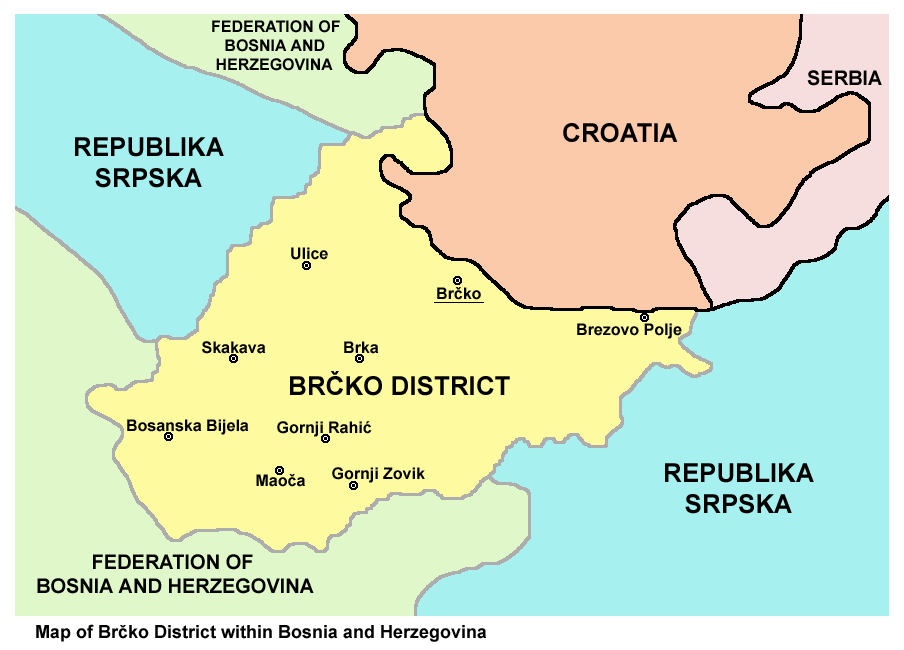
Округ Брчко та місто Брчко

Місто розташовано при впадінні річки Брка в Саву на правому березі останньої. Брчко прилягає до боснійсько-хорватського кордону, що тягнеться вздовж Сави, навпроти хорватського села Ґуня. На схід від міста простирається родюча Семберія, а приблизно за десять кілометрів на південь — здіймаються гірські схили Маєвиці. Місто є важливим транзитним центром, через нього проходить найважливіший шлях сполучення, який з'єднує західну і східну частини Республіки Сербської та південну і північну частини Федерації Боснії і Герцеговини.

## Історія
У першому столітті до н.е. ці місця завоювали римляни. Після розпаду Західної Римської імперії, цей край на короткий проміжок часу ввійшов до складу держав східних готів і потім аварів.
Брчко як поселення і фортеця вперше згадується в 1526 або ж 1533 році. У літописах відзначалося, що поштовхом у розвитку поселення послужило прокладення гравійної дороги з Тузли в Брчко в 1548 р.
На початку XVII століття селище Брчко мало близько 200 будинків, дві лазні, башту і переживало бурхливий розвиток, особливо з початком візницького промислу солі з Тузли.
Брчко стає важливим транзитним центром для експорту солі та інших товарів у Славонію і Срем та далі в західніші австро-угорські землі. Завдяки своєму географічному положенню, Брчко стає важливим торговельним центром Боснії із сусідніми країнами.
У 1718 р. австро-угорська армія загарбала землі на північ від Сави, а Брчко при цьому було повністю зруйновано.
З моменту заснування Дунайського пароплавства 1830 р., яке мало у Брчко свою контору і порт на річці Сава, з Брчко експортувалося 25—30 тис. тонн сухих слив в Австрію, Німеччину, Англію і США.
Тодішню важливість підсилив і той факт, що австрійський уряд свою консульську установу переніс із Тузли в Брчко. У той час округ Брчко охоплював територію близько 920 км². Було відкрито і пароплавне сполучення, зокрема з Белградом, а перші кораблі припливли в Брчко в 1862 році.
У Брчко в 1869 р. з'явився телеграф, а 2 квітня 1870 р. запрацювала й пошта. Важливо відзначити й 1883 рік, коли у Брчко було відкрито ремісниче училище, перший середній навчальний заклад у цій частині Боснії, а 1900 року було введено в експлуатацію міську друкарню.
У середині XIX сторіччя в місті і великих селах відкривається низка громадянських початкових шкіл — католицьких, православних, ісламських і єврейська, яку 1872 р. відвідували 32 учні. Зведено і численні мусульманські, католицькі і православні релігійні об'єкти.
Наприкінці XIX століття було побудовано серед іншого:
- 1886 р. — міську лікарню,
- 1891 р. — готель «Гранд Посавіна»,
- 1892 р. — ратушу,
- 1894 р. — залізничний міст на річці Сава завдовжки 755 м з 27 стояками
- 1894 р. — залізничну гілку Брчко — Вінковці.
- У 1900 р. пущено електричний струм.

На початку ХХ ст. у Брчко було п'ять готелів і 6 банків. У цей період Брчко мало кілька закладів спиртової промисловості, два млини, дві цегельні тощо.
Брчко з моменту його утворення має ознаки багатонаціональності, багатокультурності та багатоконфесійності, підвалин, на яких засновано і округ Брчко Боснії і Герцеговини.
За даними першого перепису 1879 року у Брчко було 2 901 жителів.
Згідно з переписом 1910 року Брчко і навколишня місцевість являли собою найбільш населений повіт у районі Тузли. На площі 928 км² мешкали 57 788 жителів, на понад 12 000 більше, ніж 1879 р., а в самому місті проживало 6 517 людей.
Другу світову війну (1941 р.) місто Брчко зустріло з населенням 8 900 осіб. Згідно з останнім переписом населення 1991 року на території громади Брчко (у 57-х населених пунктах), які простягаються на 493 квадратні кілометри, проживало 87 332 мешканців: боснійців — 33 %, хорватів — 28 %, сербів — 21 % та інших, з яких 41 406 осіб — у місті. За загальними оцінками, на початку 2003 р. в окрузі Брчко, який за площею рівновеликий (493 км²) з громадою Брчко в 1991 р., жило в цілому близько 85 тисяч представників усіх трьох державотворчих народів БіГ.
Після агресії проти Боснії і Герцеговини та етнічних чисток населення (шляхом численних злочинів) напіввійськовими утвореннями із Сербії за посібництва ЮНА національний склад населення у Брчко суттєво змінився на користь сербів порівняно з тим, який був у 1991 році.
Брчко був одним з основних питань, що обговорювалися в Дейтонському мирному договорі. Після кількох тижнів інтенсивних переговорів питання Брчко мав вирішити міжнародний арбітраж. Арбітраж Брчко вирішив у травні 1997 р., Що Брчко буде спеціальним округом, яким керуватиме представник посла від міжнародної спільноти. Першим послом у Брчко був американець із допоміжним персоналом з Великої Британії, Швеції, Данії та Франції.
Першою міжнародною організацією, що відкрила офіс у Брчко на той час, була Організація з безпеки та співробітництва в Європі (ОБСЄ), очолювана Рендольфом Хемптоном.
Після засідання ПОС 23 травня 2012 року було вирішено зупинити, а не припинити мандат Міжнародного наглядача Брчко. Арбітраж Трибуналу в Брчко, разом із припиненим наглядом за Брчко, все ще існуватимуть.

## Демографія

### Населення
| Населення населених пунктів — район Брчко | Населення населених пунктів — район Брчко | Населення населених пунктів — район Брчко | Населення населених пунктів — район Брчко | Населення населених пунктів — район Брчко | Населення населених пунктів — район Брчко | Населення населених пунктів — район Брчко | Населення населених пунктів — район Брчко | Населення населених пунктів — район Брчко |
| ----------------------------------------- | ----------------------------------------- | ----------------------------------------- | ----------------------------------------- | ----------------------------------------- | ----------------------------------------- | ----------------------------------------- | ----------------------------------------- | ----------------------------------------- |
|                                           | Поселення                                 | 1948                                      | 1953                                      | 1961                                      | 1971                                      | 1981                                      | 1991                                      | 2013                                      |
|                                           | Разом                                     | 49,969                                    | 65,078                                    | 62,952                                    | 74,771                                    | 82,768                                    | 87,627                                    | 83,516                                    |
| 1                                         | Бієла                                     |                                           |                                           |                                           |                                           |                                           | 2,539                                     | 1,923                                     |
| 2                                         | Боче                                      |                                           |                                           |                                           |                                           |                                           | 1,253                                     | 1,270                                     |
| 3                                         | Бодеріште                                 |                                           |                                           |                                           |                                           |                                           | 965                                       | 661                                       |
| 4                                         | Брчко                                     |                                           |                                           | 17,949                                    | 25,337                                    | 31,437                                    | 41,406                                    | 39,893                                    |
| 5                                         | Брезік                                    |                                           |                                           |                                           |                                           |                                           | 413                                       | 601                                       |
| 6                                         | Брезове Поле                              |                                           |                                           |                                           |                                           |                                           | 335                                       | 1,292                                     |
| 7                                         | Брезове Поле Село                         |                                           |                                           |                                           |                                           |                                           | 1,393                                     | 251                                       |
| 8                                         | Брка                                      |                                           |                                           |                                           |                                           |                                           | 2,044                                     | 2,234                                     |
| 9                                         | Брод                                      |                                           |                                           |                                           |                                           |                                           | 1,042                                     | 1,286                                     |
| 10                                        | Буковац                                   |                                           |                                           |                                           |                                           |                                           | 430                                       | 268                                       |
| 11                                        | Чанде                                     |                                           |                                           |                                           |                                           |                                           | 377                                       | 321                                       |
| 12                                        | Церик                                     |                                           |                                           |                                           |                                           |                                           | 280                                       | 233                                       |
| 13                                        | Чосета                                    |                                           |                                           |                                           |                                           |                                           | 507                                       | 732                                       |
| 14                                        | Донджі Рахіч                              |                                           |                                           |                                           |                                           |                                           | 647                                       | 366                                       |
| 15                                        | Донжи Зовік                               |                                           |                                           |                                           |                                           |                                           | 481                                       | 494                                       |
| 16                                        | Дубраве                                   |                                           |                                           |                                           |                                           |                                           | 1,338                                     | 1,463                                     |
| 17                                        | Дубравіце Донє                            |                                           |                                           |                                           |                                           |                                           | 396                                       | 315                                       |
| 18                                        | Горіце                                    |                                           |                                           |                                           |                                           |                                           | 1,097                                     | 654                                       |
| 19                                        | Горні Рахіч                               |                                           |                                           |                                           |                                           |                                           | 2,167                                     | 3,403                                     |
| 20                                        | Горні Зовік                               |                                           |                                           |                                           |                                           |                                           | 1,569                                     | 1,408                                     |
| 21                                        | Грбавиця                                  |                                           |                                           |                                           |                                           |                                           | 557                                       | 1,527                                     |
| 22                                        | Балки                                     |                                           |                                           |                                           |                                           |                                           | 303                                       | 1,109                                     |
| 23                                        | Крепшич                                   |                                           |                                           |                                           |                                           |                                           | 1,156                                     | 696                                       |
| 24                                        | Ланішта                                   |                                           |                                           |                                           |                                           |                                           | 656                                       | 450                                       |
| 25                                        | Маоча                                     |                                           |                                           |                                           |                                           |                                           | 2,886                                     | 3,030                                     |
| 26                                        | Маркович Поле                             |                                           |                                           |                                           |                                           |                                           | 470                                       | 370                                       |
| 27                                        | Огороджений                               |                                           |                                           |                                           |                                           |                                           | 734                                       | 815                                       |
| 28                                        | Омербеговача                              |                                           |                                           |                                           |                                           |                                           | 895                                       | 1,074                                     |
| 29                                        | Паланка                                   |                                           |                                           |                                           |                                           |                                           | 1,394                                     | 1,439                                     |
| 30                                        | Потокарі                                  |                                           |                                           |                                           |                                           |                                           | 893                                       | 1,063                                     |
| 31                                        | Расшляні                                  |                                           |                                           |                                           |                                           |                                           | 1,155                                     | 1,078                                     |
| 32                                        | Розлєво                                   |                                           |                                           |                                           |                                           |                                           | 341                                       | 233                                       |
| 33                                        | Репіно Брдо                               |                                           |                                           |                                           |                                           |                                           | 246                                       | 247                                       |
| 34                                        | Сандічі                                   |                                           |                                           |                                           |                                           |                                           | 420                                       | 430                                       |
| 35                                        | Шаторовічі                                |                                           |                                           |                                           |                                           |                                           | 1,238                                     | 1,472                                     |
| 36                                        | Скакава Доня                              |                                           |                                           |                                           |                                           |                                           | 2,272                                     | 2,037                                     |
| 37                                        | Скакава Горня                             |                                           |                                           |                                           |                                           |                                           | 1,737                                     | 1,352                                     |
| 38                                        | Слієпчевичі                               |                                           |                                           |                                           |                                           |                                           | 371                                       | 298                                       |
| 39                                        | Станові                                   |                                           |                                           |                                           |                                           |                                           | 353                                       | 238                                       |
| 40                                        | Штрепці                                   |                                           |                                           |                                           |                                           |                                           | 861                                       | 712                                       |
| 41                                        | Трн'янці                                  |                                           |                                           |                                           |                                           |                                           | 313                                       | 245                                       |
| 42                                        | Улице                                     |                                           |                                           |                                           |                                           |                                           | 1,266                                     | 892                                       |
| 43                                        | Уловичі                                   |                                           |                                           |                                           |                                           |                                           | 912                                       | 752                                       |
| 44                                        | Вітановічі Доні                           |                                           |                                           |                                           |                                           |                                           | 419                                       | 396                                       |
| 45                                        | Вучіловац                                 |                                           |                                           |                                           |                                           |                                           | 700                                       | 254                                       |
| 46                                        | Вукшич Доні                               |                                           |                                           |                                           |                                           |                                           | 644                                       | 352                                       |
| 47                                        | Вукшич Горні                              |                                           |                                           |                                           |                                           |                                           | 821                                       | 579                                       |

### Етнічний склад
|            | 2013            | 1991            | 1981            | 1971            | 1961            |
| Разом      | 39,893 (100.0%) | 41,406 (100.0%) | 31,437 (100.0%) | 25,337 (100.0%) | 17,949 (100,0%) |
| Серби      | 19,420 (48.68%) | 8,253 (19.93%)  | 5,532 (17.60%)  | 5,481 (21.63%)  | 5,260 (29.31%)  |
| Бошняки    | 17,489 (43.84%) | 22,994 (55.53%) | 16,725 (53.20%) | 15,651 (61.77%) | 5,431 (30.26%)  |
| Хорвати    | 1,457 (3.652%)  | 2,894 (6.989%)  | 2,157 (6.861%)  | 2,663 (10.51%)  | 2,472 (13.77%)  |
| Інші       | 996 (2.497%)    | 2,054 (4.961%)  | 468 (1.489%)    | 327 (1.291%)    | 78 (0.435%)     |
| Цигани     | 333 (0.835%)    |                 | 5 (0.016%)      | 6 (0.024%)      | 4 (0.022%)      |
| Албанці    | 77 (0.193%)     |                 | 86 (0.274%)     | 115 (0.454%)    | 65 (0.362%)     |
| Югослави   | 60 (0.150%)     | 5,211 (12.59%)  | 6,351 (20.20%)  | 952 (3.757%)    | 4,250 (23.68%)  |
| Чорногорці | 31 (0.078%)     |                 | 65 (0.207%)     | 82 (0.324%)     | 278 (1.549%)    |
| Македонці  | 24 (0.060%)     |                 | 16 (0.051%)     | 19 (0.075%)     | 35 (0.195%)     |
| Словенці   | 4 (0.010%)      |                 | 19 (0.060%)     | 25 (0.099%)     | 55 (0.306%)     |
| Турки      | 2 (0.005%)      |                 |                 |                 |                 |
| Угорці     |                 |                 | 13 (0.041%)     | 16 (0.063%)     | 21 (0.117%)     |

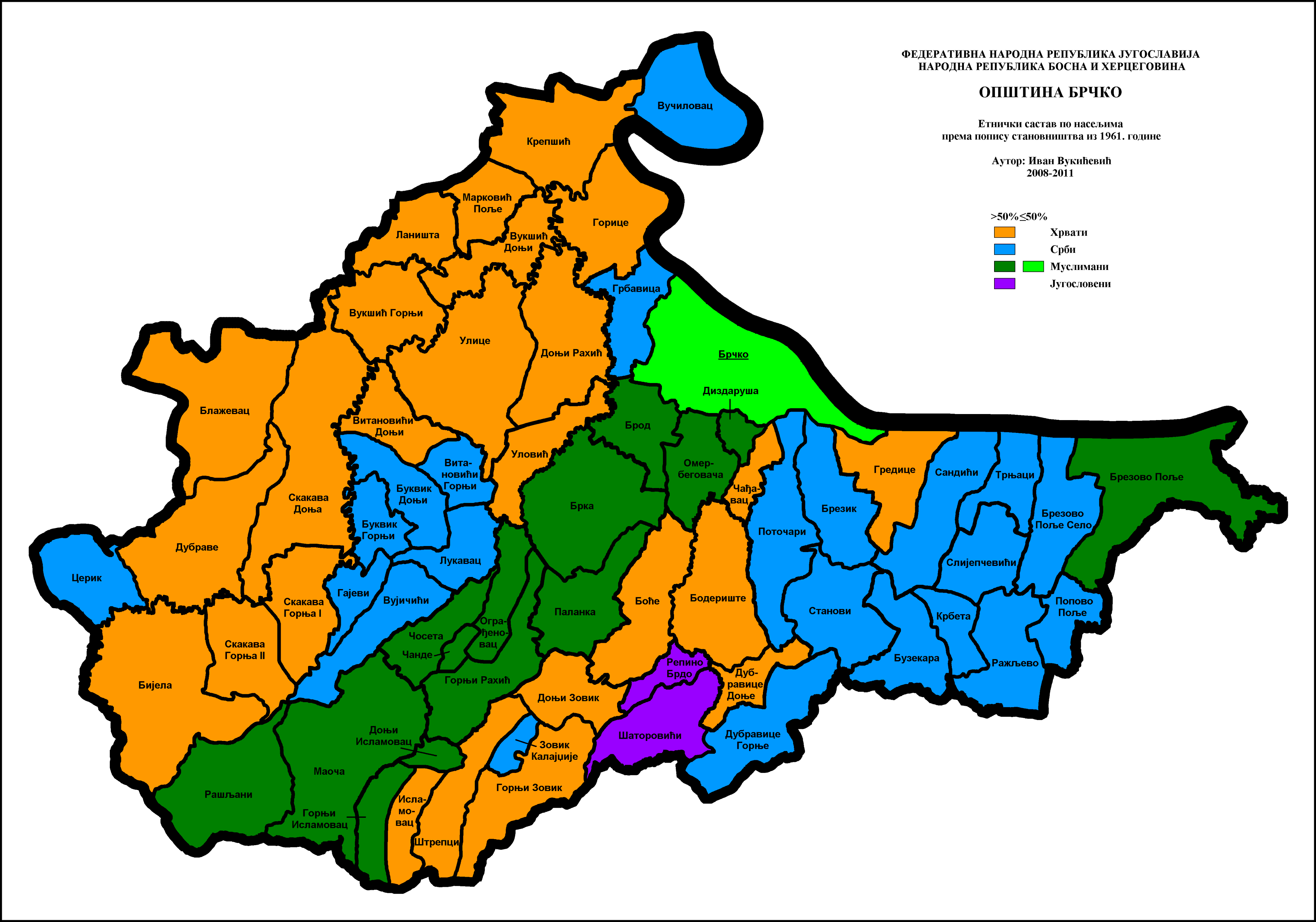
Етнічна структура Брчко за населеними пунктами 1961
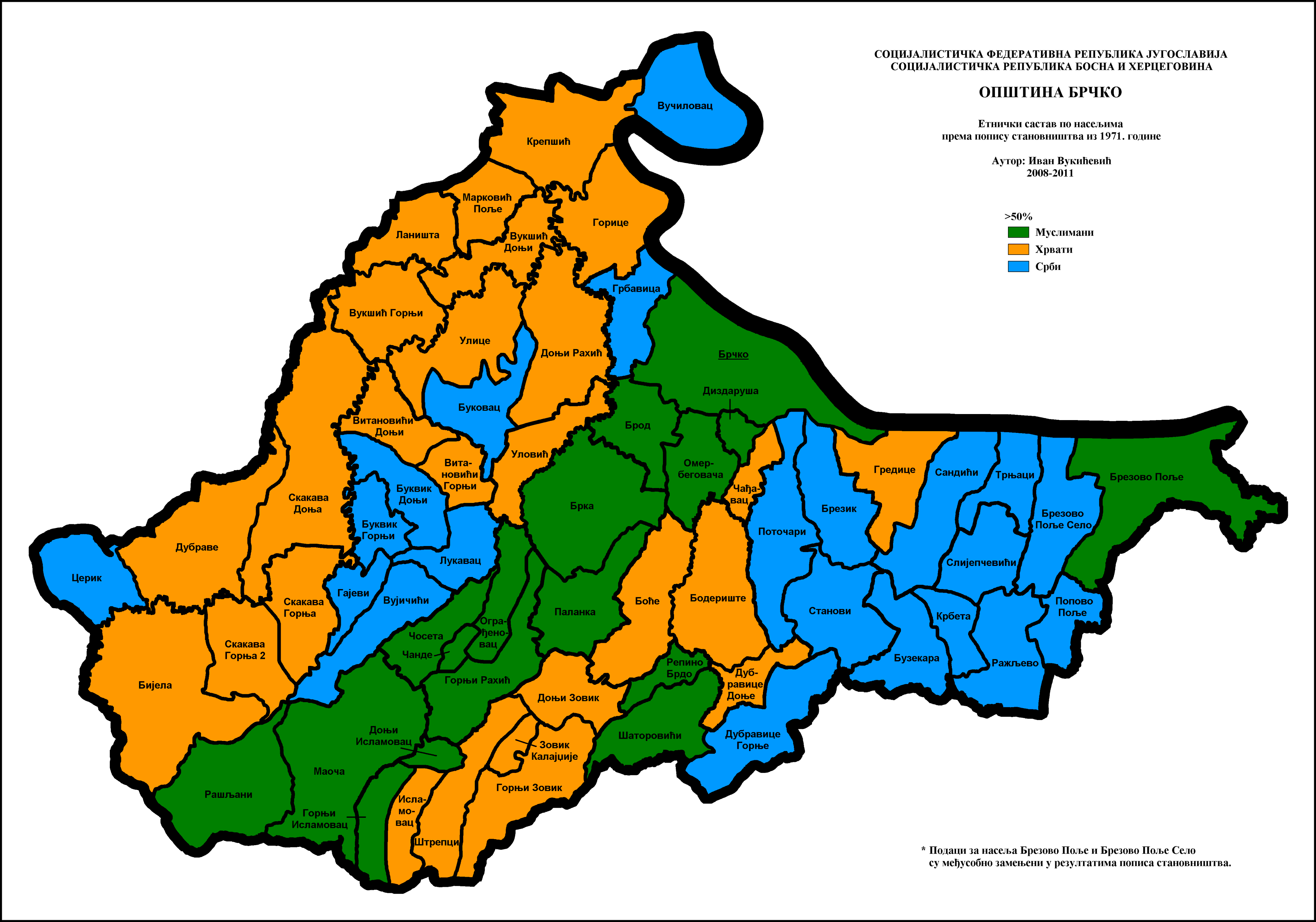
Етнічна структура Брчко за населеними пунктами 1971
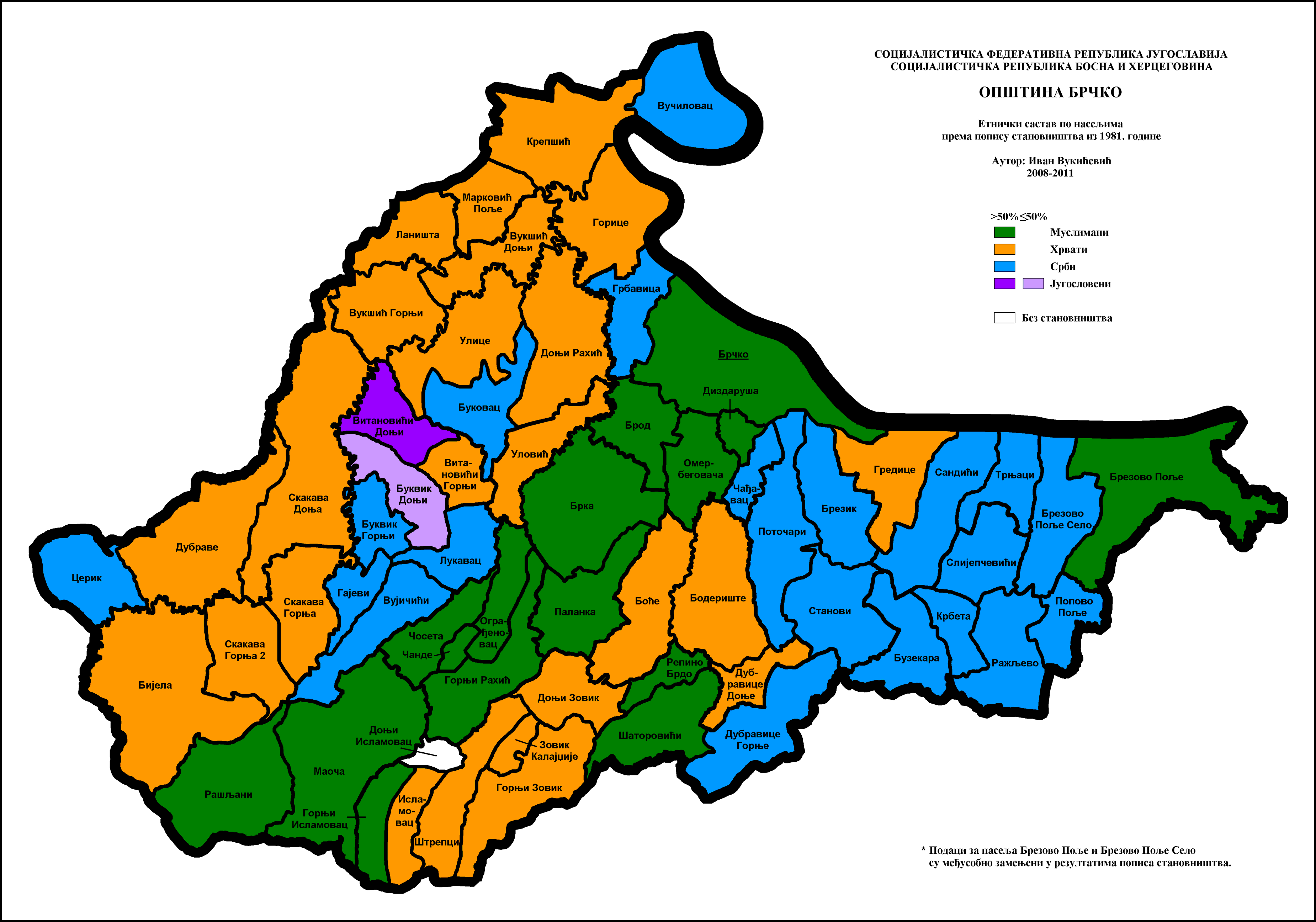
Етнічна структура Брчко за населеними пунктами 1981
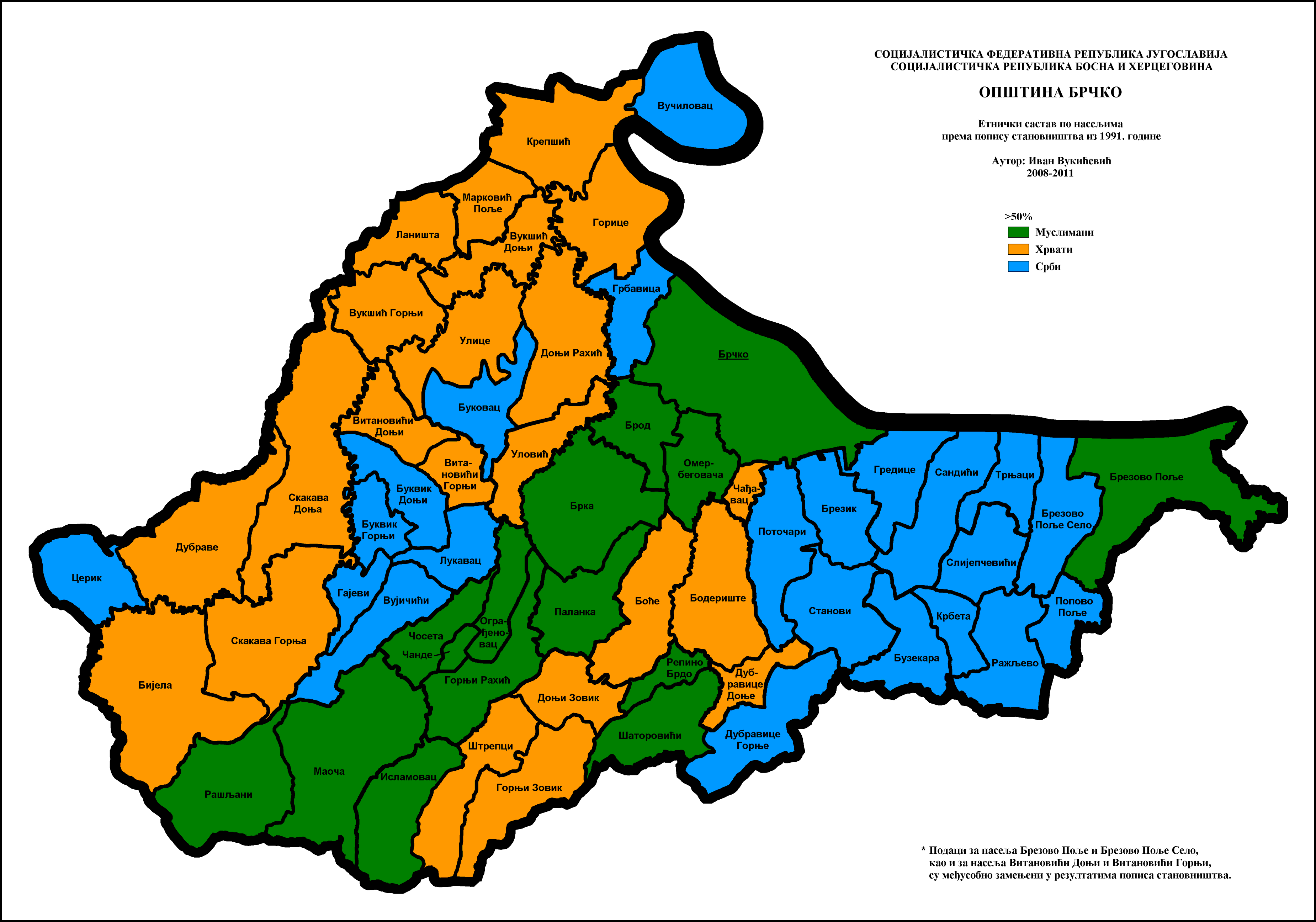
Етнічна структура Брчко за населеними пунктами 1991
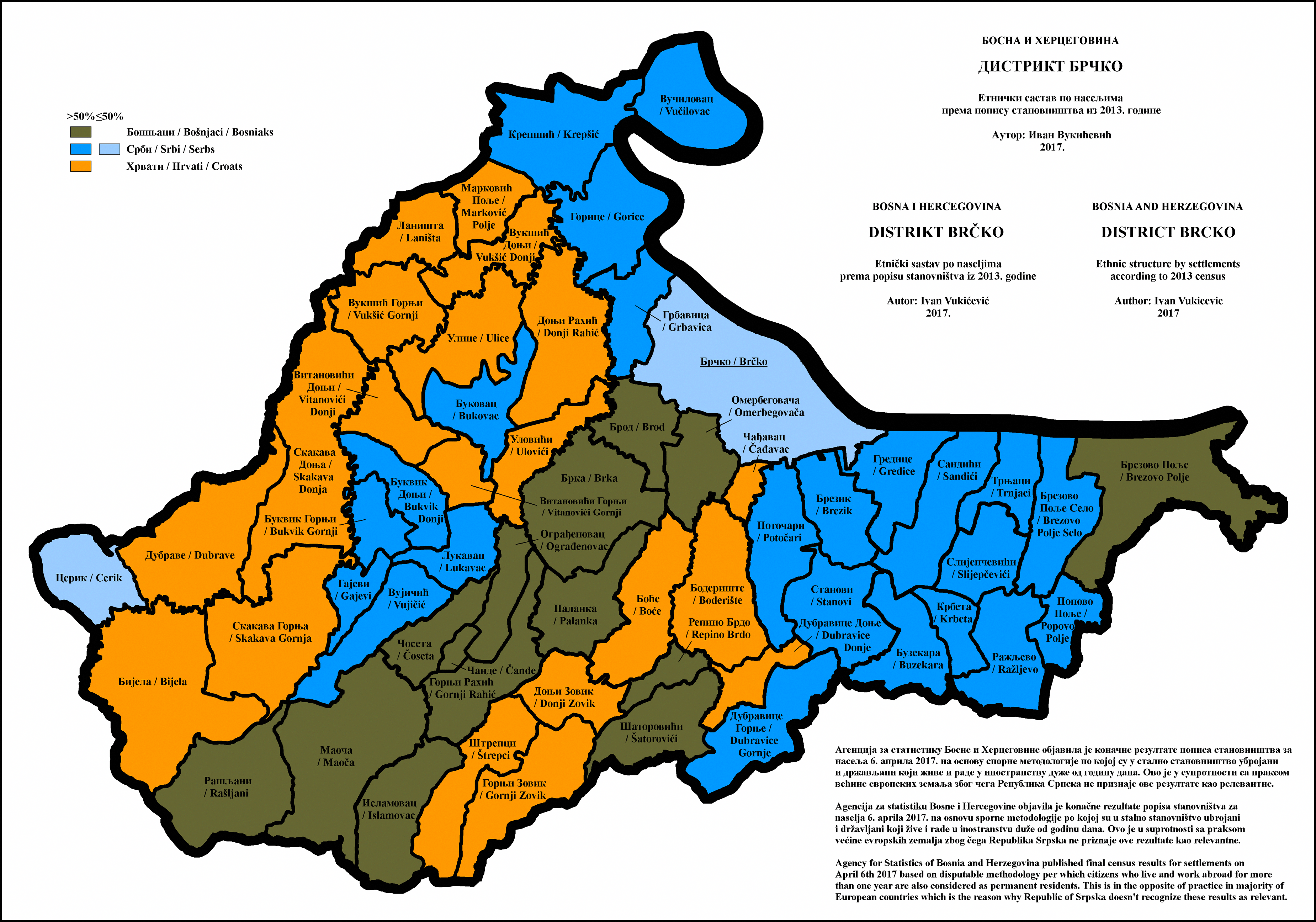
Етнічна структура Брчко за населеними пунктами 2013

## Транспорт

### Залізниця
Залізнична станція знаходиться недалеко від центру міста на лінії від Вінківців до Тузли. Однак до Брчко вже не курсує жоден пасажирський поїзд. Найближча діюча залізнична станція знаходиться в Гуньї, Хорватія; просто з іншого боку кордону.

## Спорт
У Брчко є три футбольних клуби (ФК «Єдінство Брчко», "ФК" Локомотива "Брчко та наймолодший клуб" ФК Ілічка 01 "). Всі вони виступають у Другій лізі Республіки Сербської.

## Особливості
Брчко має найбільший порт у Боснії, на річці Сава. Окрім цього, у місті Брчко є також школа економіки Університету Східного Сараєво та місцевий театральний фестиваль.

## Галерея

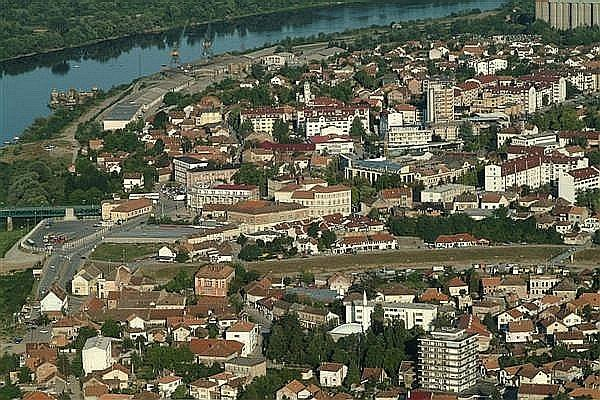
Панорама Брчко
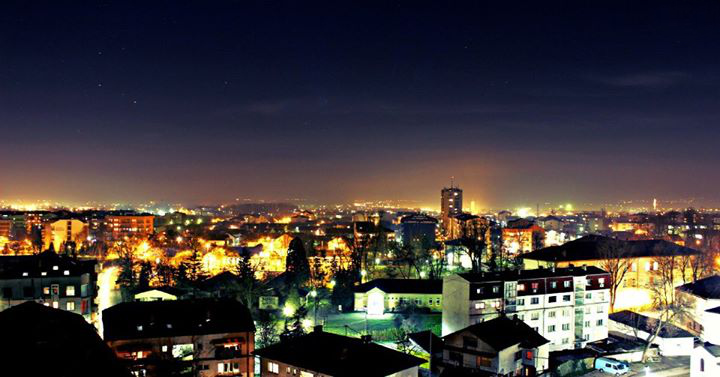
Брчко вночі
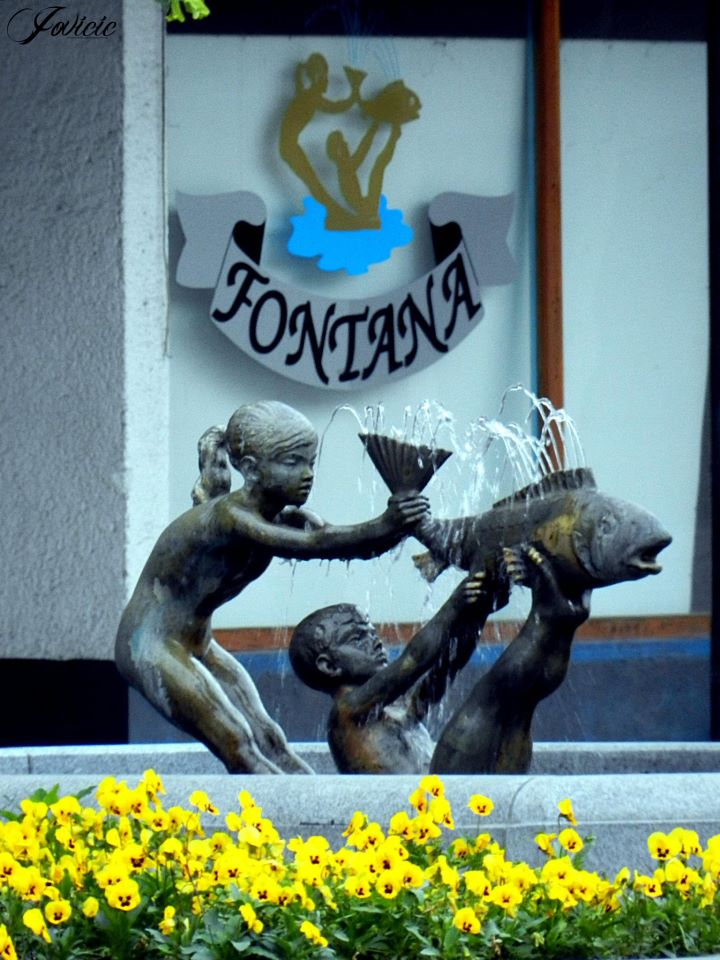
Фонтан — символ міста

## Міста-побратими
Брчко побратим:
- Самсун, Туреччина[5]
- Сент-Луїс, США[6]
- Смедеревська паланка, Сербія[7]

## Відомі люди
- Едо Маайка —репер
- Лепа Брена —співачка
- Едвін Канка Чудіч — боснійська захисниця прав людини
- Младен Петрич — хорватський футболіст
- Аніл Дервішевич — власник волейбольного клубу «Денвер-Ереа», тренер жіночої збірної Боснії і Герцеговини з волейболу
- Весна Пісарович — співачка
- Дженана Шеганович — піаністка
- Антон Магліка — хорватський футболіст
- Жасмін Імамович — політик
- Наташа Войнович — сербська модель
- Мато Тадіч — суддя
- Бранкіца Михайлович — сербська волейболістка, чемпіонка світу та Європи, срібна призерка на Літніх Олімпійськи іграх 2016 року
- Інес Янкович — Сербський модельєр
- Нікола Ковач — професійний гравець Контрудар: Глобальний Наступ